# Gus Kenworthy
Augustus Richard Kenworthy (Chelmsford, 1 de outubro de 1991), mais conhecido como Gus Kenworthy, é um esquiador estilo livre britânico. Kenworthy representou os Estados Unidos nos Jogos Olímpicos de Inverno em 2014 e 2018.

## Biografia
Gus Kenworthy nasceu em Chelmsford, Essex, filho de Pip Tyler e Peter Kenworthy. Ele tem dois irmãos mais velhos, Hugh e Nick Kenworthy, e estudou na Telluride High School.
Em outubro de 2015, Gus se assumiu gay durante uma entrevista ao ESPN. Desde novembro de 2015, namora o ator Matthew Wilkas.

## Filmografia

### Cinema
| Ano  | Título                               | Papel |
| ---- | ------------------------------------ | ----- |
| 2020 | Olympic Dreams                       | Gus   |
| 2023 | 80 for Brady                         | Erik  |
| 2023 | The Sacrifice Game                   | Jimmy |
| 2024 | Don't Tell Mom the Babysitter's Dead | Bruce |

### Televisão
| Ano  | Título                                | Papel              | Notas                           |
| ---- | ------------------------------------- | ------------------ | ------------------------------- |
| 2016 | The Real O'Neals                      | Ele mesmo          | Episódio: "The Real Match"      |
| 2017 | New York Is Dead                      | Aluno da Pogo Ball | Episódio: #1.1                  |
| 2017 | Sharknado 5: Global Swarming          | Esquiador          | Filme de TV                     |
| 2019 | American Horror Story: 1984           | Chet Clancy        | 9 episódios                     |
| 2020 | Will & Grace                          | Steve              | Episódio: "Filthy Phil, Part I" |
| 2023 | Special Forces: World's Toughest Test | Participante       | 8 episódios                     |